# Plattsburg (Missouri)
Plattsburg település az Amerikai Egyesült Államok Missouri államában, Clinton megyében, melynek megyeszékhelye is. Lakosainak száma 2222 fő (2020. április 1.).

## Népesség
A település népességének változása:

| 2010 | 2 319 |
| 2020 | 2 222 |